# Enrico I di Tirolo

Stemma della Contea del Tirolo

Enrico I di Tirolo (... – 14 giugno 1190) fu conte di Tirolo.

## Biografia
Enrico I (in tedesco Heinrich I. Graf von Tirol, fu conte di Tirolo dal 1180. Era figlio di Bertoldo I di Tirolo e di sua moglie (Agnes?) Von Ortenburg.
Nel 1180 ereditò da suo padre. Prima governò con suo fratello Bertoldo II di Tirolo e dopo la sua morte (28 dicembre 1181) da solo.
Sposò Agnese (morta nel 1237), figlia del conte Adalbero I von Wangen, sorella del vescovo Federico Vanga.
Figli:
- Alberto IV (morto nel 1253), conte di Tirolo
- N.N. figlia, sposò Mainardo II, conte di Gorizia
- Matilda, sposò il conte Berthold III von Eschenlohe
- Agnese, sposò Enrico II, conte von Eschenlohe

Rimasta vedova, la moglie di Enrico I Agnes von Wangen sposò Meinhard III von Ahrensberg, conte Rotteneck.

## Fonti
- (DE) Tiroler Grafen.
- (EN) Carinthia.